# Andrzej Wierciński (prawnik)
Andrzej Wierciński (ur. 2 października 1947 w Poznaniu) – polski prawnik, adwokat, doktor habilitowany nauk prawnych, nauczyciel akademicki Uniwersytetu im. Adama Mickiewicza w Poznaniu, profesor nadzwyczajny SWPS Uniwersytetu Humanistycznospołecznego, specjalista w zakresie postępowania karnego.

## Życiorys
Urodził się 2 października 1947 w Poznaniu. Po ukończeniu szkoły podstawowej uczęszczał do Liceum Ogólnokształcącego nr 8 w Poznaniu. W latach 1965–1969 odbył studia na Wydziale Prawa Uniwersytetu im. Adama Mickiewicza w Poznaniu. Uzyskał tytuł magistra prawa. W 1969 został zatrudniony jako asystent stażysta, a później asystent w Katedrze Postępowania Karnego UAM. W 1972 zdał egzamin sędziowski, po czym został przeniesiony na etat starszego asystenta. W 1973 otrzymał stopień naukowy doktora na podstawie pracy Przedstawiciel społeczny w polskim procesie karnym, a w 1982 uzyskał stopień doktora habilitowanego nauk prawnych na podstawie rozprawy Kontrola procesowa rozstrzygnięć w postępowaniu w sprawach o wykroczenia. Na rodzimym wydziale prowadził dydaktykę w zakresie postępowania karnego. Objął tam stanowisko docenta. W 1983 był gościnnym wykładowcą w Trinity College na Uniwersytecie Oksfordzkim, a w 1984 został adwokatem. W latach 90. był pracownikiem kancelarii Stephenson Harwood w Londynie.
Był wykładowcą Wyższej Szkoły Zarządzania i Bankowości w Poznaniu. Został profesorem nadzwyczajnym Wydziału Prawa Uniwersytetu SWPS w Warszawie.
Jest starszym partnerem kancelarii prawnej Wierciński, Kwieciński, Baehr.

## Członkostwo w organizacjach
- Okręgowa Izba Adwokacka w Warszawie
- International Bar Association
- Międzynarodowe Stowarzyszenie Prawa Konkurencji[2]

## Wybrane publikacje
- Przedstawiciel społeczny w polskim procesie karnym, Poznań 1978
- Kontrola procesowa rozstrzygnięć w postępowaniu w sprawach o wykroczenia, Poznań 1981
- The International Comparative Legal Guide to: Merger Control 2008, (współautor: A. Stawicki), Global Legal Group Ltd, Londyn 2008[2]